# Близначки Бела
Бриана Монѝке Даниелсън и Стефани Никол Гарсия-Кóлас (род. 21 ноември 1983) са американски модели и професионални кечистки. Работят в WWE под имената Бри Бела и Ники Бела.

## В кеча
Финишър(и)
- Bella Buster
- Twin Magic

Финишъри на Ники
- Nikki Rack Attack

Сигнатири
- Abdominal stretch
- Diving crossbody
- Hair-pull mat slam
- Jumping snapmare
- Leaping clothesine
- Monkey flip
- Roll-up
- Schoolgirl, sometimes out of a corner
- Springboard arm drag
- Snapmare, followed by a rolling neck snap

Сигнатири на Бри
- Missile dropkick
- Running knee to the head
- Single leg boston crab

Сигнатири на Ники
- Headscissors takedown
- Running bulldog
- Thesz

Като отбор – Финишъри
- Double hair-pull

Управлявали кечисти
- Карлито и Примо
- Джон Морисон
- Миз
- Даниел Брайън
- Лук Робинсон
- Коуди Роудс
- Деймиън Сандау
- Джон Сина
- Даниел Брайън

Интро песни
- „You Can Look (But You Can't Touch)“ на Kim Sozzi и Джим Джонстън

## Титли и постижения
Teen Choice Awards
- Избор на жена Спортист (2016)

Wrestling Observer Newsletter
- Най-лоша вражда на годината (2014) – с Бри и Ники
- Най-лоша вражда на годината (2015 – с Отбор Пи Си Би срещу Отбор Лоши срещу Отбор Бела
- Най-лош Отборен мач на годината (2013) – с Камерън, Ива Мари, Джоджо, Наоми, и Наталия срещу Ей Джей Лий, Аксана, Алиша Фокс, Кейтлин, Роса Мендес, Самър Рей, и Тамина Снука на 24 ноември

WWE
- Шампионка на дивите на WWE (3 пъти) – Бри (1), Ники (2)
- Слами награди (1 път)
  - Дива на годината (2013)